# The Legacy (wrestling)
The Legacy (pol. Dziedzictwo) – stajnia (oraz zawierający się w niej tag team) w wrestlingu występująca w federacji World Wrestling Entertainment (WWE) w latach 2008–2010 jako antagoniści w brandzie Raw. Drużyna składała się w swoim podstawowym uformowaniu z Randy’ego Ortona (przywódcy frakcji), Cody’ego Rhodesa oraz Teda DiBiase Jr. Sojusznikami grupy przez krótki okres byli również Manu i Sim Snuka, którzy usiłowali wejść w struktury tej drużyny. Logiem grupy była złota tarcza herbowa okraszona złotymi i pomarańczowymi płomieniami z wpisaną w nią brązową, drukowaną literą „L” oraz drukowanym napisem „THE LEGACY” umieszczonym na zwoju nad tarczą herbową.

## Historia stajni (2008 – 2010; 2011; 2013)
W 2008 Cody Rhodes oraz Hardcore Holly posiadali mistrzostwo drużynowe WWE World Tag Team Championship. Na gali Night of Champions (2008) w czerwcu 2008, DiBiase Jr. rozpoczął walkę tag teamową sam bez tajemniczego partnera, którego ogłosił wcześniej - jednakże podczas starcia Rhodes wystąpił przeciwko Hardocore Holly’emu, atakując go przez co DiBiase wraz z Rhodesem zdobyli tytuły mistrzowskie tag teamów. 
We wrześniu 2008 Rhodes i DiBiase zaczęli storyline z Randym Ortonem, który krytykował ich drużynę. W tym samym czasie do Rhodesa i DiBiase’go dołączyli jako ich sojusznicy Manu i Sim Snuka. W listopadzie 2008 Orton zaatakował DiBiase’go akcją punt kick - kopiąc go w głowę, co spowodowało (w kayfabe) kontuzję DiBiase’go i usunięcie go z telewizji (w rzeczywistości DiBiase rozpoczął zdjęcia na planie filmu W cywilu 2). 
Na początku grudnia 2008 Orton zaproponował Manu i Rhodesowi stanowienie stajni wrestlerów, którą nazwał The Legacy - w opisanym storylinie nazwa „The Legacy” (pol. dziedzictwo) odnosiła się do rodzinnych konotacji uczestników tej stajni, których ojcowie w przeszłości również byli wrestlerami - Randy Orton (→ Bob Orton Jr.), Cody Rhodes (→ Dusty Rhodes), Manu (→ Afa Anoaʻi Sr.).
Na początku stycznia 2009 Snuka i Manu zostali wyrzuceni z grupy przez Ortona. W kolejnym tygodniu Snuka i Manu poinformowali Rhodesa o tym, że zamierzają przypuścić atak na Ortona, jednak Rhodes odmówił im wsparcia - w tym czasie powrócił również do rywalizacji DiBiase, który początkowo wystąpił jako sprzymierzony ze Snuką i Manu zawodnik - przeciwko Ortonowi, jednakże DiBiase niespodziewanie zaatakował Snukę i Manu dołączając tym samym do stajni The Legacy.
Na gali Royal Rumble (2009) The Legacy współpracując, wyniosła Ortona do zwycięstwa w Royal Rumble matchu.
W lutym 2009 The Legacy rozpoczęła rywalizację z rodziną McMahonów. Wpierw Randy Orton wyeliminował Shane’a McMahona kopnięciem punt kick, a następną jego ofiarą padła Stephanie McMahon, na której Orton wykonał swoją akcję kończącą - RKO. To ostatnie wydarzenie doprowadziło Ortona do rywalizacji z Triple H’m, podczas której Orton wyrażał swoje niezadowolenie ze sposobu w jaki musiał opuścić poprzednią stajnię tworzoną ze swoim nowym rywalem - Evolution. 
Na gali WrestleMania XXV Orton zmierzył z Triple H’m, przegrywając z nim pojedynek o tytuł WWE Championship. Następnego dnia podczas odcinka Raw, Orton domagał się walki rewanżowej o tytuł, grożąc m.in. Lindzie McMahon oraz jej wnukom. W kolejnych tygodniach The Legacy nadal prowadziła feud z McMahonami wpierw eliminując Triple H’a i zdobywając tytuł WWE Championship na gali Backlash (2009) w 6-man tag team matchu, a następnie w maju 2009 – Shane’a McMahona. Za kolejny cel Orton obrał Batistę, który został przeciwnikiem grupy, a także zainteresowany był odebraniem Ortonowi mistrzostwa WWE Championship.
Na gali Extreme Rules (2009) w czerwcu 2009, Batista zdołał odebrać mistrzostwo Ortonowi. W kolejnym odcinku WWE Raw, Batista zwakował zdobyty dzień wcześniej tytuł ze względu na zerwanie bicepsu. W kolejnym tygodniu Orton sięgnął po raz kolejny po zwakowane mistrzostwo WWE Championship, pokonując Triple H’a, Johna Cenę i Big Showa w fatal four-way matchu. 
W okresie lata 2009 roku w stajni The Legacy zaczęły następować napięcia jednak od sierpnia grupa nadal trwała w swoich strukturach nieprzerwanie prowadząc rywalizację z Triple H’m i odnowionym z jego inicjatywy tag teamem D-Generation X. W kolejnych miesiącach Orton na przemian tracił i odzyskiwał tytuł WWE Championship od Johna Ceny. Jesienią 2009 DiBiase i Rhodes weszli w rywalizację z Kofim Kingstonem, którego obwiniali za porażkę drużyny Raw w starciu przeciwko drużynie SmackDown z gali Bragging Rights (2009). 
Od stycznia 2010 The Legacy nadal prowadziła rywalizację z Johnem Ceną i Kofim Kingstonem. Na gali Elimination Chamber (2010) w lutym 2010, Rhodes podał metalową rurę DiBiase’mu, który wykorzystał przedmiot atakując nim Ortona i eliminując go z rywalizacji o WWE Championship. Następnego dnia w odcinku Raw, Orton zaatakował Rhodesa i DiBiase’go, a tydzień później obaj Rhodes i DiBiase odpowiedzieli atakiem na Ortona. Rywalizacja ta doprowadziła od starcia w triple threat matchu na gali WrestleMania XXVI, który wygrał Orton. Rozpad stajni ostatecznie nastąpił podczas draftu pod koniec kwietnia 2010, kiedy to Rhodes został przeniesiony na SmackDown i tym samym formalne struktury The Legacy przestały istnieć w WWE. Po rozpadzie stajni wszyscy trzej członkowie The Legacy rozpoczęli kariery solowe w WWE – Orton prowadził m.in. rywalizację z The Nexus i Wade’em Barrettem, Cody Rhodes przyjął gimmick „Dashing”, przy którym zaczął używać przezroczystej maski, a Ted DiBiase Jr. wszedł w program z Maryse jako jego nowym valetem oraz zaczął prezentować się z mistrzostwem Million Dollar Championship. 
W 2011 Rhodes stanowił krótki tag team z Tedem DiBiase Jr., jednakże na przełomie lata i jesieni 2011 obaj prowadzili ze sobą feud m.in. o tytuł WWE Intercontinental Championship, będący wtedy w posiadaniu Rhodesa. W 2013 Rhodes prowadził również rywalizację z Ortonem, podczas której położył na szali swoją karierę ostatecznie przegrywając feud i odchodząc w tym czasie z federacji WWE. 

### Tytuły i osiągnięcia stajni
- World Wrestling Entertainment

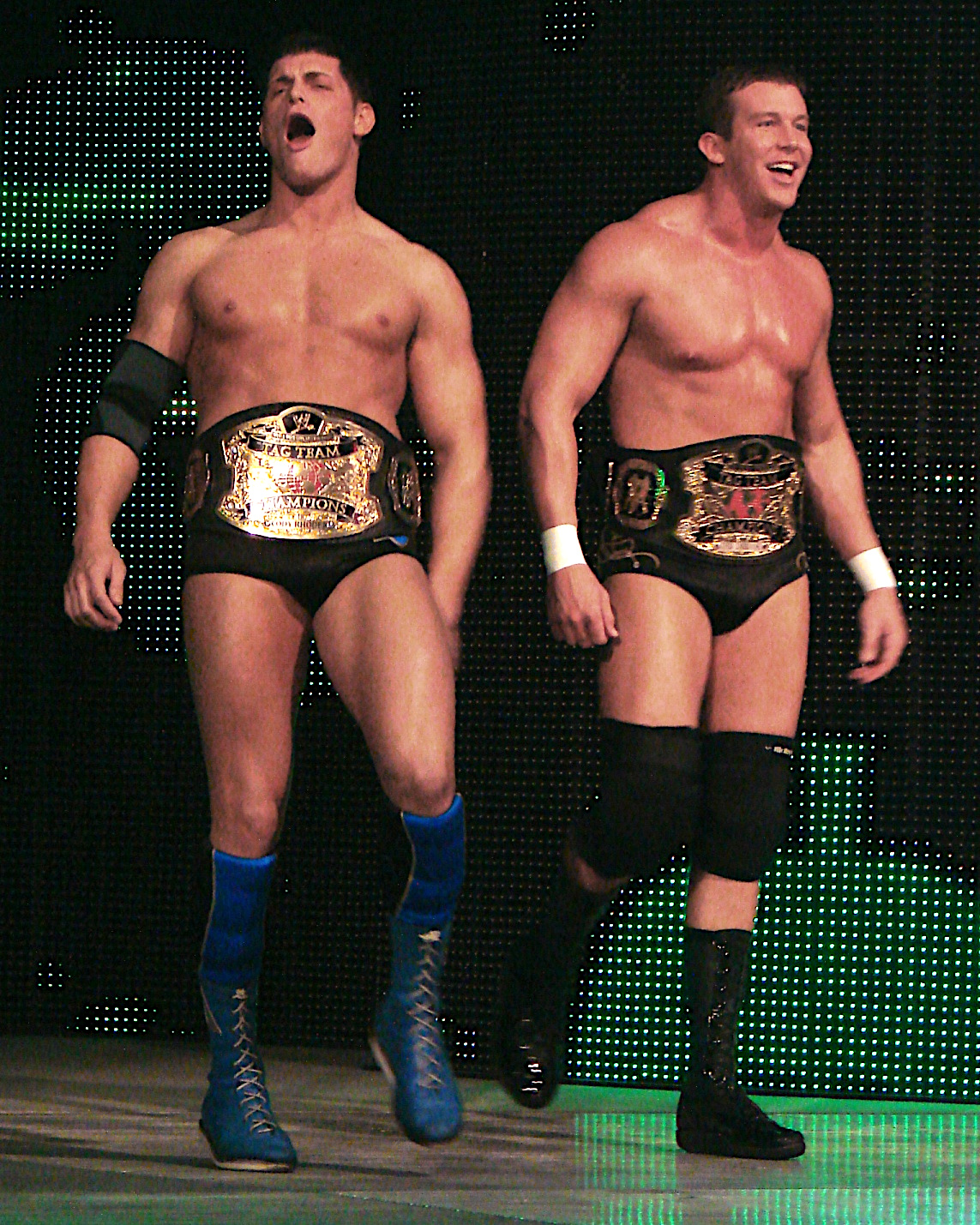
Rhodes i DiBiase Jr. z tytułami mistrzowskimi tag teamów - WWE World Tag Team Championship.

  - WWE Championship (3 razy) – Randy Orton
  - WWE Intercontinental Championship (1 raz) – Cody Rhodes
  - World Tag Team Championship (2 razy) – Cody Rhodes i Ted DiBiase Jr.
  - Zwycięzca Royal Rumble match’u (2009) – Randy Orton

### Koncepcja stajni i podsumowanie występów
Gimmickiem stajni The Legacy byli zawodnicy z wielopokoleniowych rodzin związanych z biznesem zawodowych zapasów. Ze strony Randy’ego Ortona należy nawiązać do jego ojca Boba Ortona Jr. występującego w przeszłości w gimmicku kowboja i jego dziadka - Boba Ortona Sr. Ted DiBiase Jr. z kolei odnosił się do kariery swojego ojca Ted DiBiase Sr., który występował w gimmicku bogacza i milionera. Również jego przybrani dziadkowie Iron Mike DiBiase i Helen Hild związani byli z wrestlingiem. Cody Rhodes prezentował zaś bogatą karierę swojego ojca Dusty’ego Rhodesa oraz starszego brata Dustina Rhodesa, który występował w gimmicku Goldusta. Zgodnie ze storylinem The Legacy określali swój status (odnoszący się do bogatych karier ich ojców) jako „nadrzędny” w stosunku do reszty rosteru WWE. 
Działalność The Legacy jako grupy wrestlerów-antagonistów porównywano w rozrywce sportowej do stajni Evolution, której członkiem był Randy Orton. Rhodes i DiBiase Jr. zgodnie twierdzili, że to porównanie postrzegane było przez nich jako okazja do wykazania się pod względem wrestlerskich umiejętności w strukturach WWE. Media zajmujące się wrestlingiem wskazywały również na wykorzystanie potencjału trójosobowych stajni w promowaniu nowych talentów w wrestlingu w porównaniu do późniejszej grupy The Shield.